# Filota di Amfissa
Filota (in greco antico: Φιλώτας?, Philótas; Amfissa, 55 a.C. circa – ...) è stato un fisico e medico greco antico.

## Biografia
Proveniente dalla Locride Ozolia e nato intorno alla metà degli anni 50 a.C., Filota si trasferì negli anni 30 a.C. ad Alessandria, capitale dell'Egitto tolemaico, per studiare le arti della fisica e della medicina. Lì entrò in contatto con Antonio Antillo, figlio del triumviro Marco Antonio, e attraverso il rapporto con lui fece parte della corte di Cleopatra. Tornato poi in Grecia per esercitare la propria professione, entrò in contatto con Lampria, nonno dello storiografo Plutarco, al quale raccontò gli avvenimenti ai quali aveva assistito durante la propria permanenza in Egitto.